# Wasserlinsengewächse
Die Wasserlinsengewächse (Lemnoideae) sind eine Unterfamilie innerhalb der Familie der Aronstabgewächse (Araceae). Es handelt sich um freiflutende Wasserpflanzen im Süßwasser. Zur Familie der Wasserlinsengewächse gehören die fünf Gattungen Lemna (Wasserlinsen), Spirodela, Landoltia, Wolffia und Wolffiella. Drei davon sind auch mit Arten in Mitteleuropa vertreten.

## Beschreibung

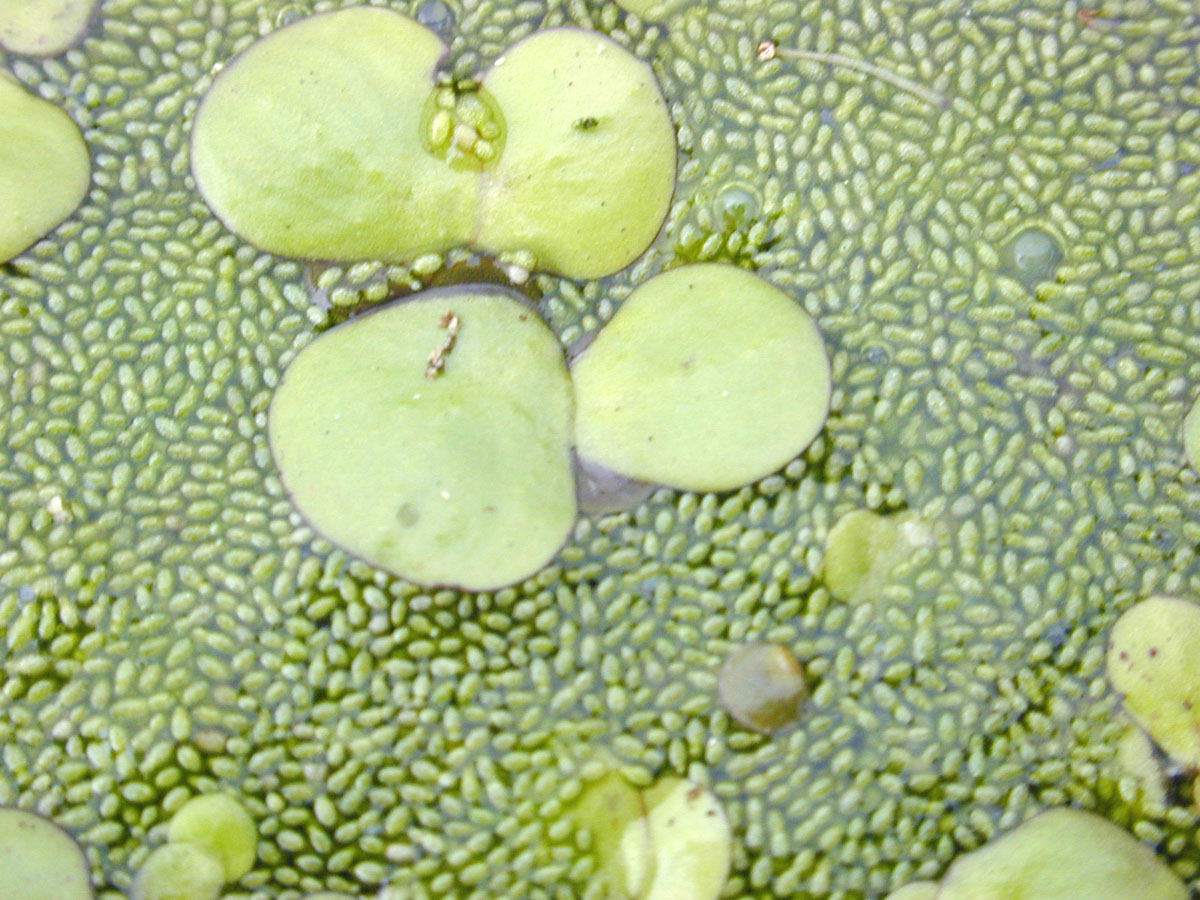
Die größte (Spirodela polyrhiza) und die kleinste Art (Wolffia globosa)

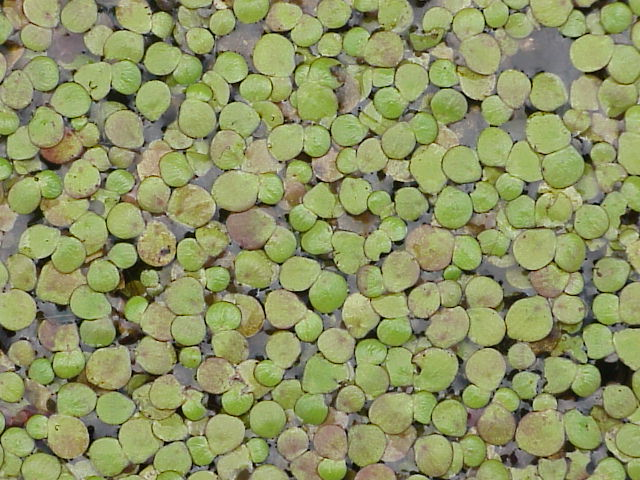
Vielwurzelige Teichlinse (Spirodela polyrhiza)

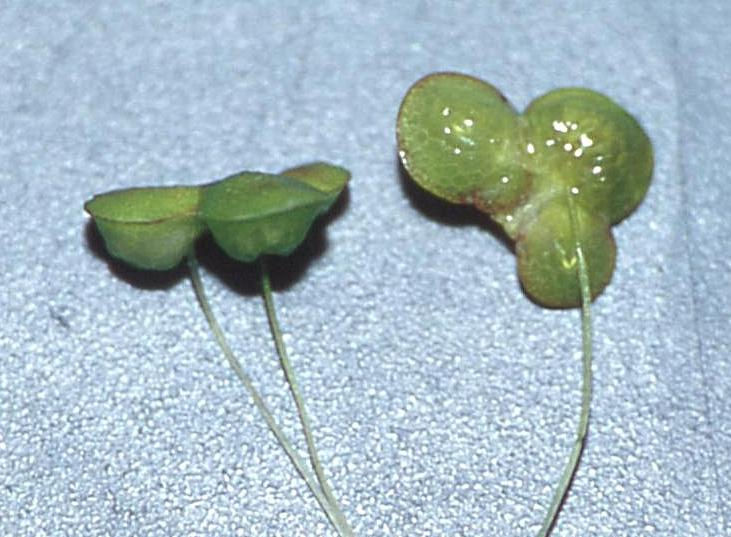
Bucklige Wasserlinse (Lemna gibba)

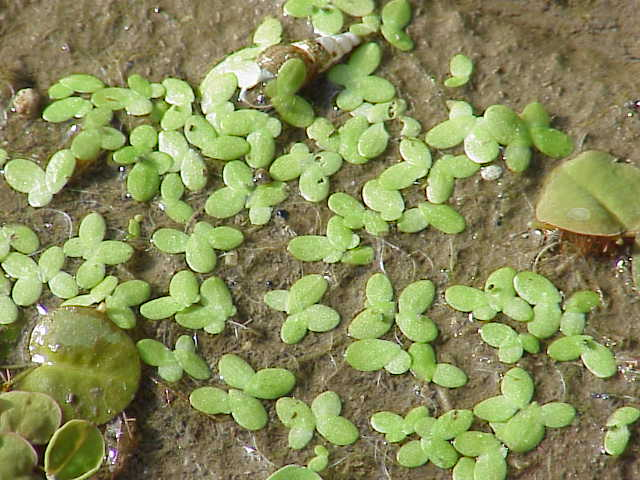
Kleine Wasserlinse (Lemna minor)

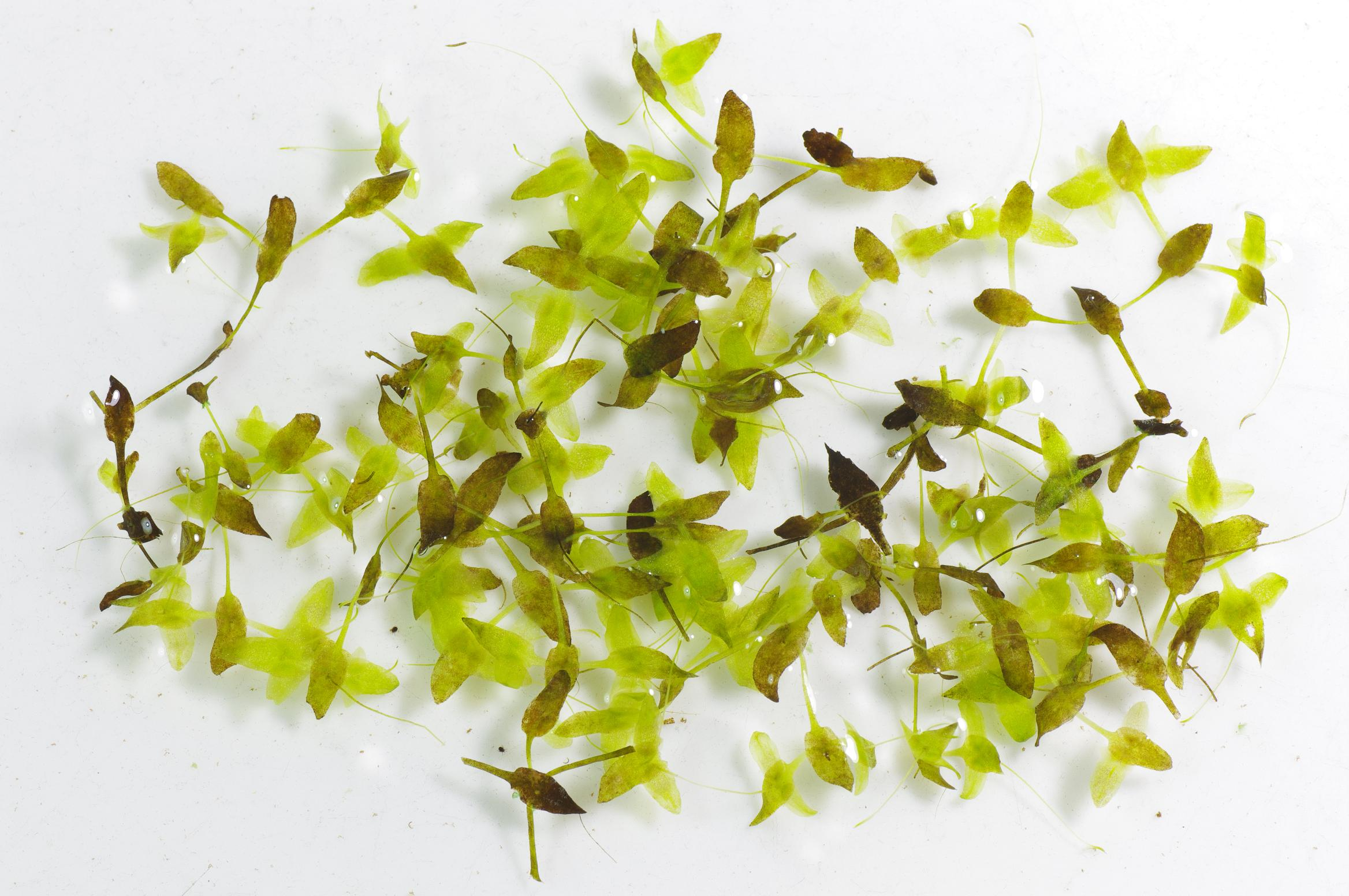
Dreifurchige Wasserlinse (Lemna trisulca)

Allen gemeinsam ist, dass es sich um nur wenige Millimeter große „Blättchen“ (genauer: Sprossglieder) handelt, denen eine Gliederung in Stängel und Blatt fehlt. Sie schwimmen treibend auf der Oberfläche von Gewässern, besiedeln diese oft in Massen und können sie komplett bedecken. Diese Schwimmteppiche werden umgangssprachlich (meist in Bezug auf Lemna-Arten) gern als „Entengrütze“ bezeichnet.
Es handelt sich um krautige Pflanzen. Die Größe der Exemplare reicht von der kleinsten Art Wolffia globosa mit weniger als 1 Millimeter (etwa 0,3 Millimeter) bis zur größten Art, der Vielwurzeligen Teichlinse (Spirodela polyrhiza) mit etwa 15 Millimetern.

## Ökologie

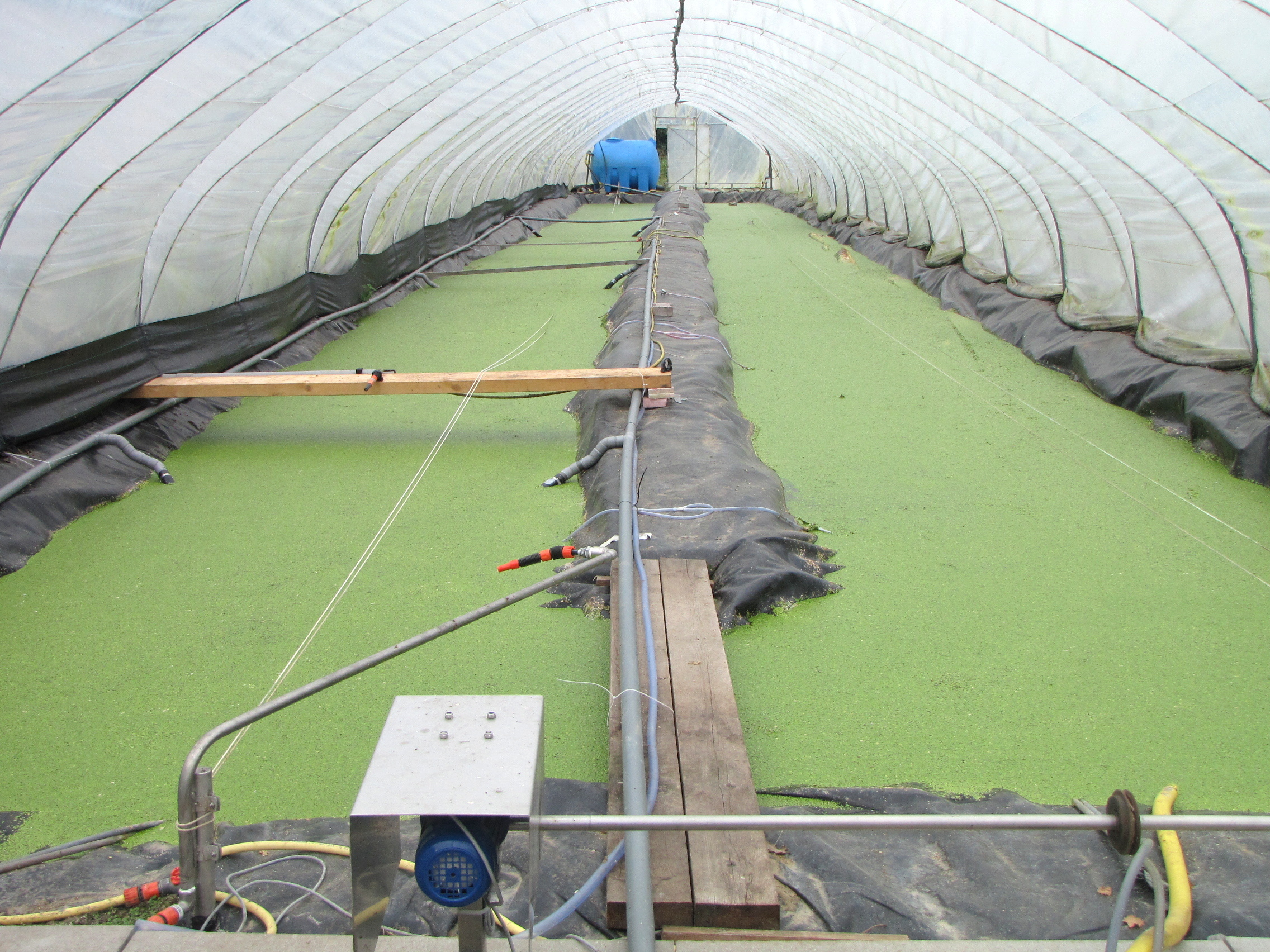
Entengrütze in einer Versuchsanlage in der Gemeinde Oost Gelre, Niederlande. Wegen des schnellen Wachstums ist sie als Viehfutter interessant.

Wasserlinsengewächse gelten als die am schnellsten wachsenden Blütenpflanzen, die zudem ohne Land auskommen.
Die Arten der Wasserlinsengewächse treiben in der Regel in Massengesellschaften an der Oberfläche (Lemna trisulca auch untergetaucht) stehender, eher nährstoffreicher Gewässer. Luftkammern in ihren Sprossgliedern geben ihnen den nötigen Auftrieb. Im Sommerhalbjahr kann sehr schnell die gesamte Wasserfläche kleinerer bis mittlerer Teiche und Weiher völlig mit einem grünen Schwimmteppich zugedeckt werden. Dabei sind entweder Dominanzbestände jeweils einer einzelnen Art oder Gesellschaften aus mehreren Arten zu beobachten. Mit den nach unten hängenden Wurzelfäden werden Nährsalze aus dem freien Wasser aufgenommen.

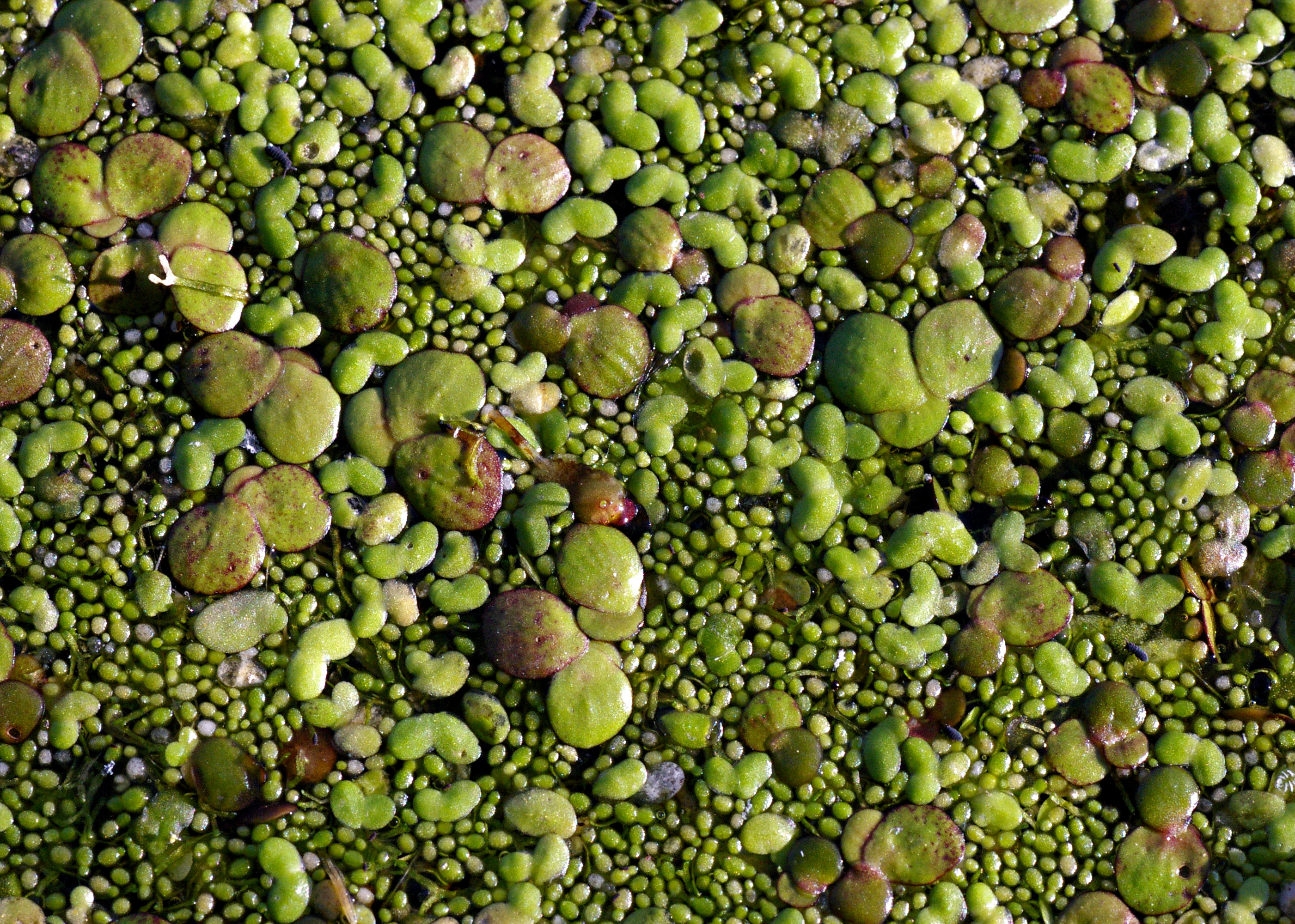
Wasserlinsengesellschaft: Spirodela polyrhiza, Lemna minor, Wolffia arrhiza

Durch die Bedeckung ganzer Gewässeroberflächen beeinflussen Wasserlinsen das übrige Leben erheblich: Es dringt nur noch wenig Sonnenlicht in den Wasserkörper ein, was u. a. Tauchblattpflanzen am Wachstum hindert und den Sauerstoffaustausch erschwert. Gleichzeitig erwärmt sich das Wasser weniger oder nur verzögert, so dass sich von der Außentemperatur abhängige Tierarten (beispielsweise Kaulquappen der wechselwarmen Froschlurche) nur langsam entwickeln und wachsen. Die große Biomasseproduktion von im Herbst absterbenden Sprossgliedern trägt außerdem zur Verschlammung des Gewässers bei. Allzu üppiges Wachstum von Wasserlinsengewächsen zeigt ein reiches bis übermäßiges Nährstoffangebot des Gewässers an. Dies ist durch direkte oder diffuse Einträge aus der Landwirtschaft oft mit verursacht.
Wasserlinsen vermehren sich vor allem ungeschlechtlich durch Sprossung, bei der seitlich hervorwachsende Sprosse entweder mit der Mutterpflanze verbunden bleiben oder sich selbstständig machen. Nur selten werden kleine, unscheinbare Blüten monözisch ausgeprägt. Im Herbst speichern die Pflanzen Stärke, um dann zur Überwinterung auf den frostfreien Grund abzusinken oder Winterknospen auszubilden. Daneben nutzen sie auch Hydroepizoochorie, indem die ganze kleine Pflanze von Tieren verschleppt wird. Damit können sie neue Lebensräume erschließen. Anders als in den Tropen beheimatete Arten bleibt Wolffia globosa steril.

## Systematik
Lange Zeit galt diese Verwandtschaftsgruppe als eigene Familie Lemnaceae Gray. Besonders molekulargenetische Daten zeigen, dass diese Gattungen als Unterfamilie Lemnoideae zur Familie der Aronstabgewächse (Araceae) gehören. Ein weiteres Synonym für Lemnoideae Bab. ist Wolffiaceae Bubani.
Spirodela ist die ursprünglichste und Wolffia ist die abgeleitetste Gattung.

### Rezente Gattungen und ihre Verbreitung
In der Unterfamilie Lemnoideae gibt es etwa fünf Gattungen mit 33 bis 38 Arten:
- Gattung Landoltia Les & D.J.Crawford: Sie enthält nur eine Art:[8][1][9]
  - Landoltia punctata (G.Meyer) Les & Crawford (Syn.: Spirodela punctata (G.Meyer) C.H.Thomps., Lemna punctata G.Mey., Spirodela intermedia W.Koch, Spirodela biperforata W.Koch): Es wird vermutet, dass das ursprüngliche Verbreitungsgebiet Südostasien sowie Australien ist. Sie ist in vielen gemäßigten bis tropischen Gebieten weltweit ein Neophyt, beispielsweise im tropischen Afrika und in der Neotropis.[6]
- Gattung Wasserlinsen (Lemna L.): Die 13[6] bis 15 Arten sind fast weltweit[6] verbreitet.[10][1]
- Gattung Teichlinsen (Spirodela Schleiden): Die zwei[6] bis vier Arten sind fast weltweit verbreitet, beispielsweise:[11][1][9]
  - Vielwurzelige Teichlinse, Vielwurzel-Teichlinse, Europa-Teichlinse (Spirodela polyrhiza (L.) Schleiden): Sie ist fast weltweit verbreitet und die einzige Art dieser Gattung, die auch in Mitteleuropa vorkommt.
- Gattung Zwergwasserlinsen (Wolffia Horkel ex Schleid.): Die etwa elf Wolffia-Arten sind fast weltweit verbreitet.[6][12][13]
- Gattung Wolffiella Hegelmaier: Die etwa zehn Arten sind in der Neotropis und Afrika verbreitet.[14][1]

### Fossile Arten
Bemerkenswert war die Entdeckung der fossilen Art Limnobiophyllum scutatum (Dawson) Krassilov. Diese ist in Nordamerika mehrfach gefunden worden, die besten Exemplare aus der paläogenen Paskapoo Formation in Alberta, Kanada. Hier wurden in Tonstein, der sich in einem See abgelagert hatte, mehr als 200 exzellent erhaltene Exemplare gefunden, darunter nicht nur Abdrücke von Blättern, Trieben und Wurzeln, sondern Epidermis-Gewebe in Zellerhaltung und Blüten, die teilweise noch Pollen enthielten. Limnobiophyllum war eine frei auf der Wasseroberfläche treibende Pflanze, deren extrem kurzer Trieb nur jeweils drei bis vier rosettige Blätter besaß. Diese waren durch Ausläufer (Stolonen) miteinander verbunden. Erste Funde wurden in die rezente Gattung Spirodela eingeordnet und Spirodela scutata benannt. Diese Pflanzenart bildet morphologisch eine Brücke zwischen den rezenten Wasserlinsen und der Gattung Pistia (mit dem Wassersalat Pistia stratoides als einziger Art). Eine nahe Verwandtschaft zwischen Pistia und den Wasserlinsen wurde auch aufgrund genetischer Analysen bestätigt, vermutlich handelt es sich um Schwestergruppen.
Die Gattung Limnobiophyllum ist mit einer weiteren Art (Limnobiophyllum expansum) bis ins Miozän nachgewiesen.

## Verwendung
Wasserlinsengewächse werden weltweit von Fischen, höheren Tieren und auch von Menschen als Nahrung verwendet und gehören zu den am schnellsten wachsenden höheren Pflanzen. In Asien werden sie als Lebensmittel benutzt, in Europa als Tiernahrung. Als selbst nachwachsendes Futter werden sie in der Aquaponik ergänzend eingesetzt.
Als Nahrung werden sie besonders geschätzt, weil sie alle essentiellen Aminosäuren enthalten (im Trockengewicht bis zu 43 % Proteine; zudem bis zu 6 % Fett, davon bis zu 71 % mehrfach ungesättigte Omega-3-Fettsäuren, und 17 % Kohlenhydrate). Sie besitzen auch die Fähigkeit, signifikante Mengen Stickstoff und Mineralien aus Abwässern zu binden. Sie enthalten den bis zum siebenfachen Gehalt an Eiweiß im Vergleich zu Soja und bis zum doppelten gegenüber einem Steak. Damit entsprechen sie den Vorgaben der WHO für gute Vorschulkinderernährung.

## Weiterführende Literatur
- Wenqin Wang, Y. Wu, Y. Yan, M. Ermakova, Randall A. Kerstetter, J. Messing: DNA barcoding of the Lemnaceae, a family of aquatic monocots. In: BMC Plant Biology, Volume 10, 2010, S. 205. doi:10.1186/1471-2229-10-205